# U-133 (1941)
El submarí alemany U-133 va ser un submarí tipus VIIC construït per a la Kriegsmarine de l'Alemanya nazi durant la Segona Guerra Mundial.

## Disseny

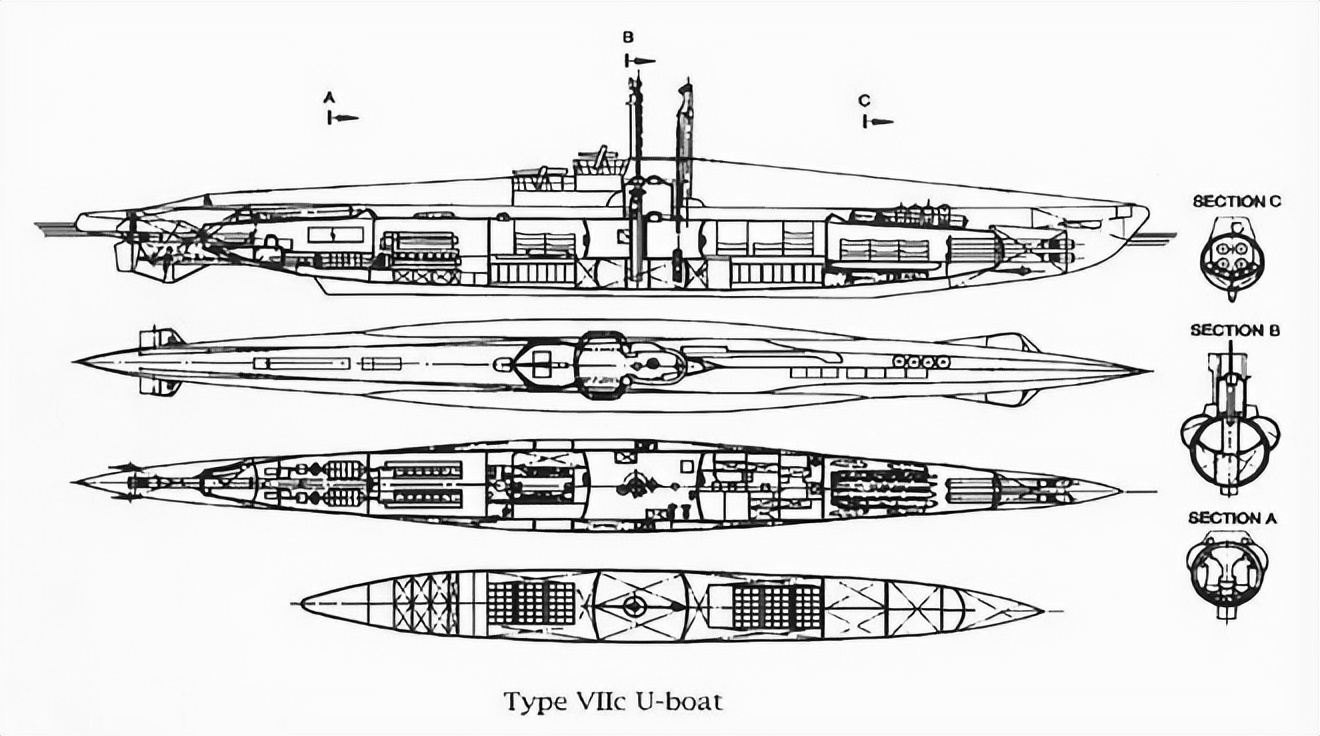
Tall en secció d'un submarí Tipus VIIC

Els submarins alemanys de tipus VIIC van ser precedits pels submarins de tipus VIIB més curts. L'U-113 tenia un desplaçament de 769 tones (757 tones llargues) quan estava a la superfície i de 871 tones (857 tones llargues) mentre estava submergit. Tenia una longitud total de 67,10 m (220 peus 2 polzades), una longitud del casc a pressió de 50,50 m (165 peus 8 polzades), una mànega de 6,20 m (20 peus 4 polzades), una alçada de 9,60 m (31 peus 6 polzades) i un calat de 4,74 m (15 peus 7 polzades). El submarí estava propulsat per dos motors dièsel sobrealimentats de sis cilindres i quatre temps MAN M6V 40/46, produint un total de 2.800 a 3.200 cavalls de potència (2.060 a 2.350 kW; 2.760 a 3.160 shp) per al seu ús a la superfície, dos motors elèctrics de doble efecte Brown, Boveri & Cie GG UB 720/8 que produïen un total de 750 cavalls de potència (75500 kW); shp) per utilitzar-lo submergit. Tenia dos eixos i dues hèlixs d'1,23 m (4 peus). El vaixell era capaç d'operar a profunditats de fins a 230 metres (750 peus).
El submarí tenia una velocitat màxima en superfície de 17,7 nusos (32,8 km/h; 20,4 mph) i una velocitat màxima submergida de 7,6 nusos (14,1 km/h; 8,7 mph). Quan estava submergit, el vaixell podia operar durant 80 milles nàutiques (150 km; 92 milles) a 4 nusos (7,4 km/h; 4,6 mph); mentre que a la superfície podia viatjar 8.500 milles nàutiques (15.700 km; 9.800 milles) a 10 nusos (19 km/h; 12 mph).
L'U-133 estava equipat amb cinc tubs de torpedes de 53,3 cm (21 polzades) (quatre muntats a la proa i un a la popa), catorze torpedes, un canó naval SK C/35 de 8,8cm (3,46 polzades), 220 projectils i un canó antiaeri C/30 de 2 cm (0,79 polzades). El vaixell tenia una tripulació de d'entre 44 i 60 oficials i mariners.

## Història
Posat en servei el 5 de juliol de 1941, l'U-133 va rebre la seva formació a Kiel dins de la 7. Unterseebootsflottille fins al 30 de setembre de 1941, després va ser assignat a una formació de combat a Sant-Nazaire, encara a la 7. Unterseebootsflottille. Es va unir a la 23. Unterseebootsflottille a l'illa de Salamina des de1 de gener de 1942.
L'U-133 va realitzar la seva primera patrulla, sortint del port de Kiel el 22 d'octubre de 1941 as les ordres del Kapitänleutnant Hermann Hesse i tornà a Saint-Nazaire el 26 de novembre de 1941, després de 36 dies al mar.
L'U-133 va dur a terme tres patrulles en què va enfonsar un vaixell mercant de 1.920 tones durant els seus 72 dies al mar. El 17 de gener enfonsà el destructor HMS Gurkha mentre que protegia un comboi dirigit a Malta.
L'U-133 salpà de Salamina a la Mediterrània el 14 de març de 1942 sota el comandament del Kapitänleutnant Eberhard Mohr. Va ser enfonsat per una mina el mateix dia davant de l'illa de Salamina a la posició geogràfica de 37° 50′ N, 23° 35′ E / 37.833°N,23.583°E.
Els 45 tripulants van morir en l'enfonsament.

## El derelicte
El 1986 els bussejadors professionals Efstáthios "Státhis" Baramátis i Theófilos Klímis van veure per casualitat un naufragi a una profunditat de 74 metres que va ser identificat com un submarí alemany desconegut. Gairebé deu anys més tard, a mitjans dels anys 90, els submarinistes grecs van identificar el mateix naufragi com l'U-133 .

## Comandants
- Kapitänleutnant Hermann Hesse – 5 de juliol de 1941 – 1 de març de 1942
- Kapitänleutnant Eberhard Mohr – 2 de març de 1942 – 14 de març de 1942

## Flotillas
- 7a Flotilla d'U-boat – 5 de juliol de 1941 – 30 de setembre de 1941 (entrenament)
- 7a Flotilla d'U-boat – 1 d'octubre de 1941 – 31 de desembre de 1941
- 23a Flotilla d'U-boat - 1 de gener de 1942 – 14 de març de 1942

## Patrulles
|       | Comandant            | Sortida                | Sortida       | Arrivada               | Arrivada      | Dies    | Èxits       |
| ----- | -------------------- | ---------------------- | ------------- | ---------------------- | ------------- | ------- | ----------- |
| 1     | Kptlt. Hermann Hesse | 22 d'octubre de 1941   | Kiel          | 26 de novembre de 1941 | Saint-Nazaire | 36 dies |             |
| 2     | Kptlt. Hermann Hesse | 16 de desembre de 1941 | Saint-Nazaire | 26 de desembre de 1941 | Messina       | 11 dies |             |
|       | Kptlt. Hermann Hesse | 28 de desembre de 1941 | Messina       | 29 de desembre de 1941 | Messina       | 2 dies  |             |
|       | Kptlt. Hermann Hesse | 1 de gener de 1942     | Messina       | 22 de gener de 1942    | Salamina      | 22 dies | 1.920t      |
| 3     | Kptlt. Eberhard Mohr | 14 de març de 1942     | Salamina      | 14 de març de 1942     | Enfonsat      | 1 dia   |             |
| Total | Total                | Total                  | Total         | Total                  | Total         | 72 dies | 1.920 tones |

## Llopades
L'U-133 va formar part de les següents llopades:
| Nom          | De                    | A                      |
| ------------ | --------------------- | ---------------------- |
| Stosstrupp   | 30 d'octubre de 1941  | 4 de novembre de 1941  |
| Raubritter   | 5 de novembre de 194  | 17 de novembre de 1941 |
| Störtebecker | 17 de novembre de 194 | 22 de novembre de 194  |

## Resum de l'historial d'atacs
| Data                | Nom        | Nationalitat | Tonatge | Destí    |
| ------------------- | ---------- | ------------ | ------- | -------- |
| 17 de gener de 1942 | HMS Gurkha | Royal Navy   | 1,920   | Enfonsat |